# Orgel der Uttumer Kirche

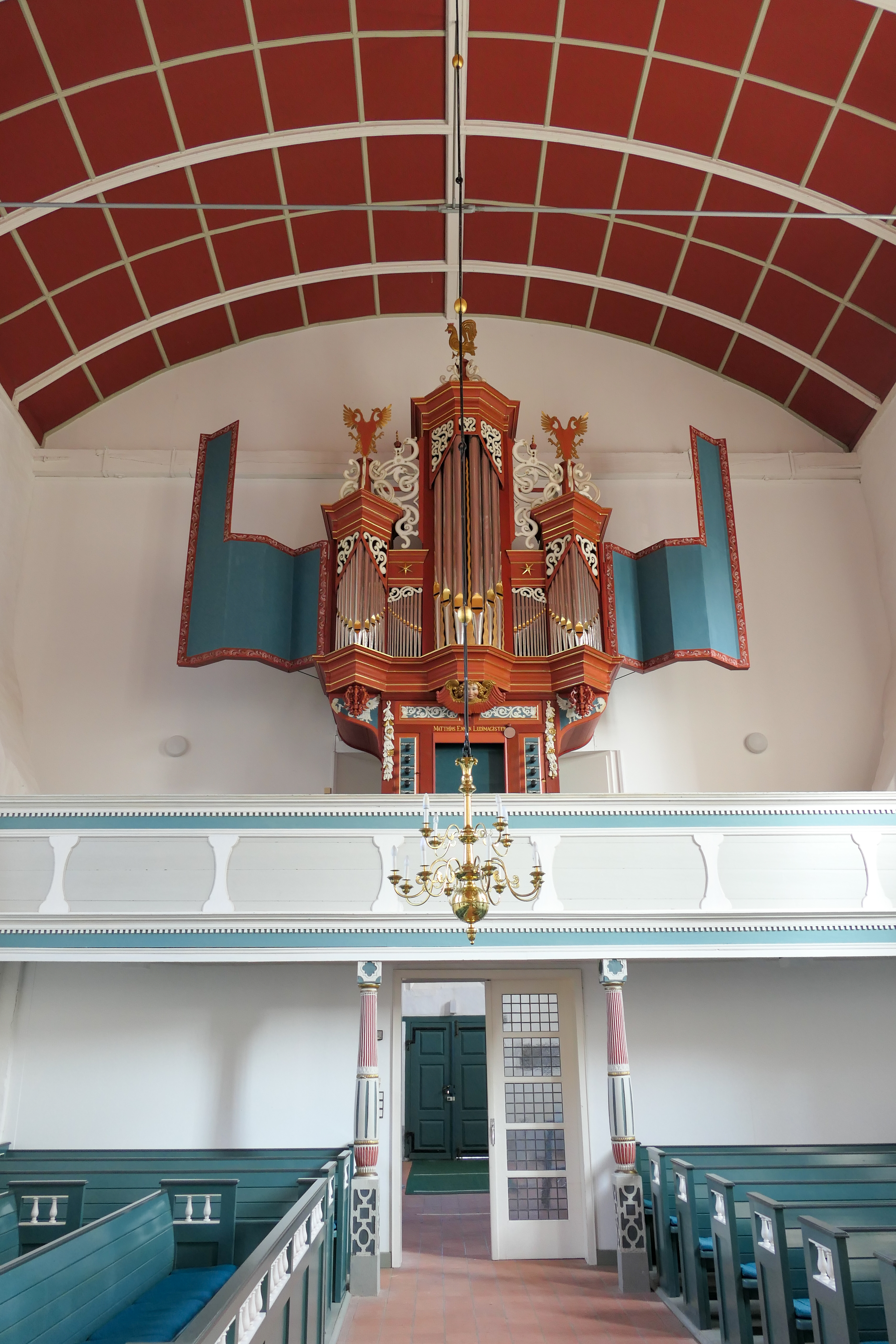
Orgel auf der Ostempore (2021)

Die Orgel der Uttumer Kirche ist eine der bedeutendsten Renaissanceorgeln, die noch nahezu vollständig original erhalten und spielbar ist. Das wertvolle Instrument im ostfriesischen Uttum wurde um 1660 unter Verwendung älteren Pfeifenmaterials aus dem 16. oder dem Anfang des 17. Jahrhunderts von einem unbekannten Meister erbaut. Sie spiegelt die Blütezeit niederländischer Orgelkunst der Renaissance wider, die in die Orgellandschaft Ostfriesland Eingang gefunden hat. Die Orgel verfügt über neun Register auf einem Manual und kein Pedal. Sie wurde von der Stiftung Orgelklang als „Orgel des Jahres 2021“ ausgezeichnet.

## Baugeschichte

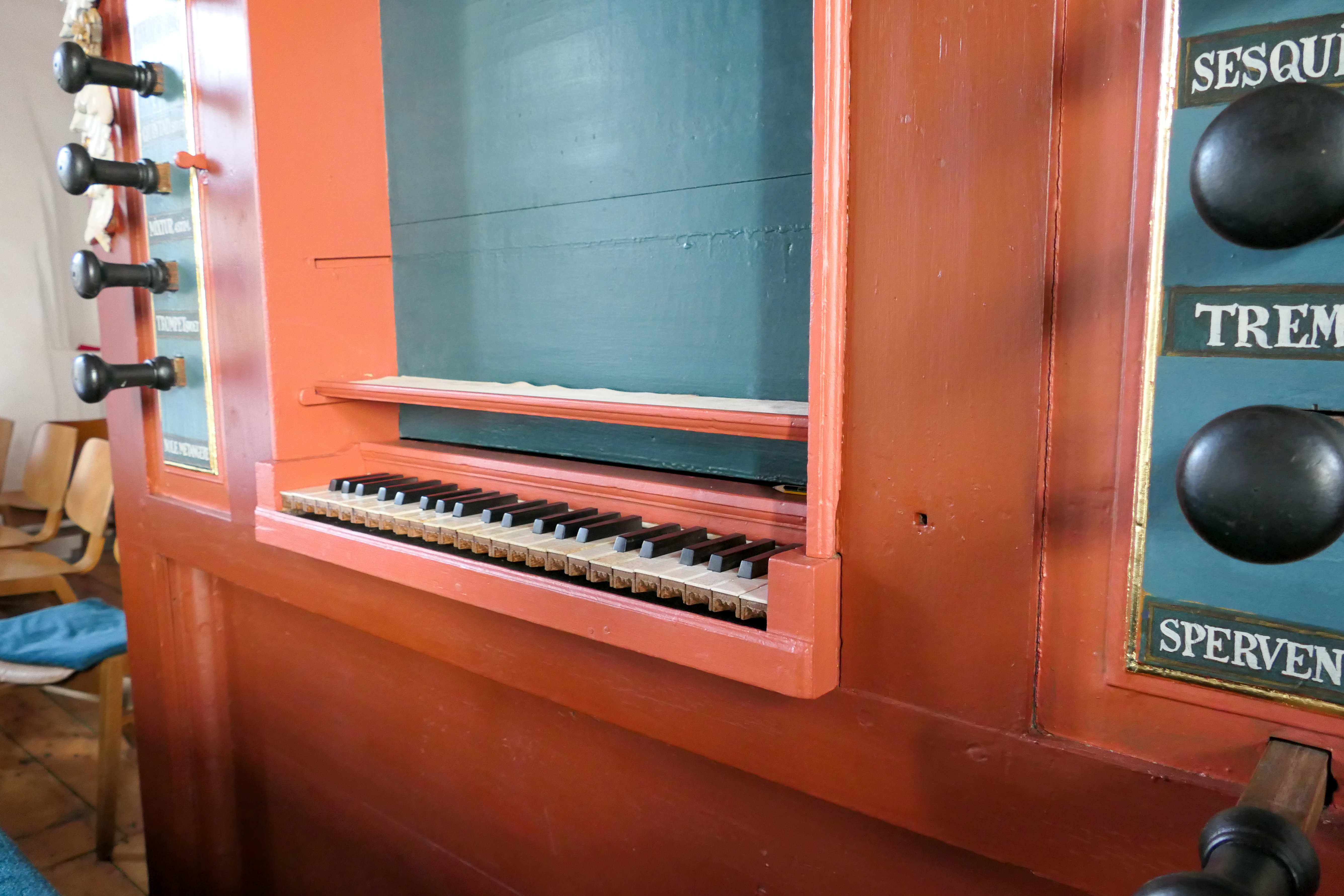
Spieltisch

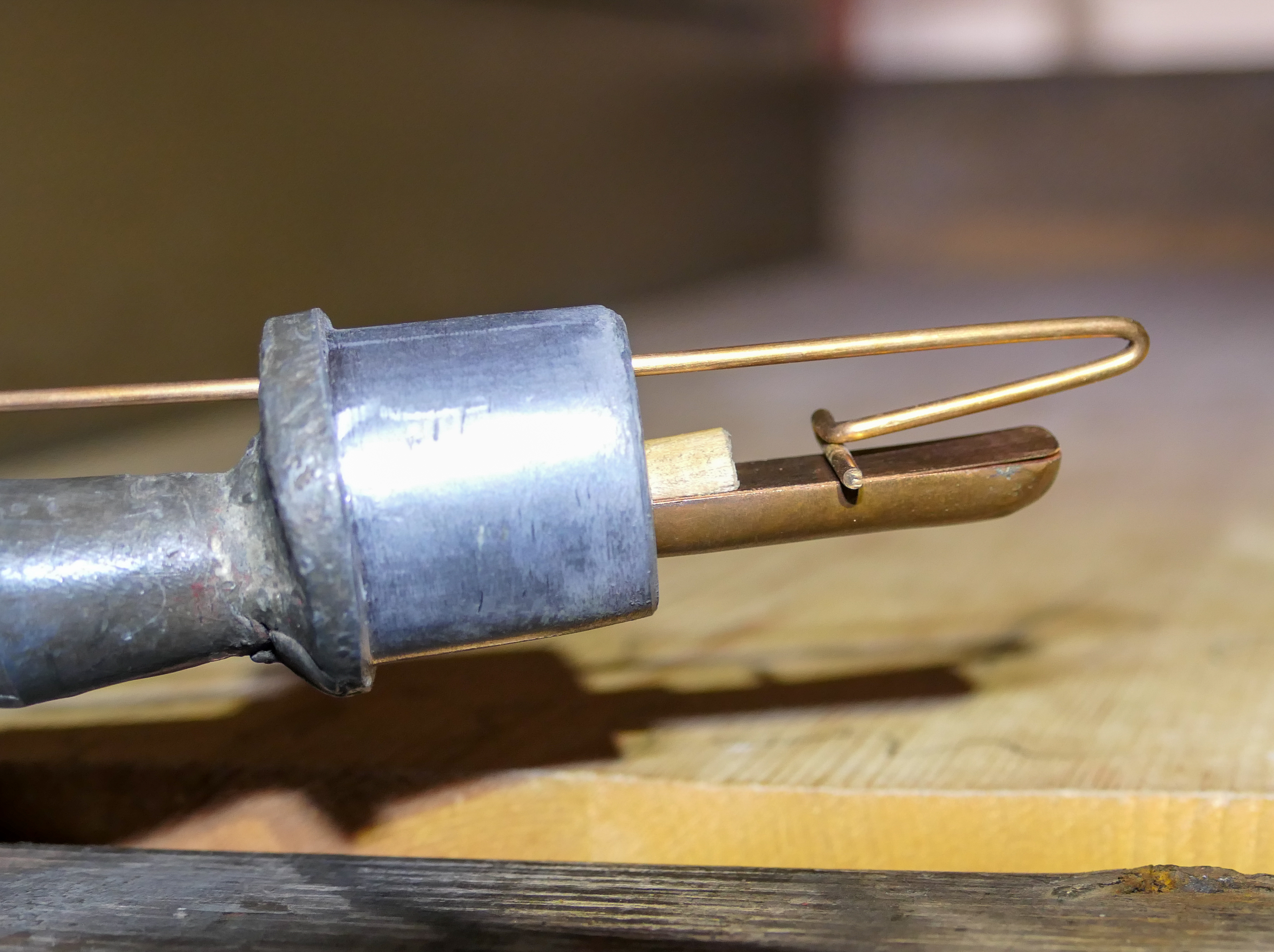
Trompete mit Kopf, Kehle und Stimmkrücke

1944 wurde erstmals die Bauzeit der Orgel zwischen 1650 und 1675 angenommen, die Amtszeit des zweiten Predigers Cornelius Wybenius Müller (1655–1666), dessen Name sich am Orgelgehäuse findet. Die Restaurierung von 2020 schien zunächst ein Indiz für die 1640er Jahre als Entstehungszeit zu liefern. Auf einer Pfeife wurde die Inskription „Anno 1641“ entdeckt, wobei die letzte Ziffer in den Buchstaben P umgewandelt war. Aufgrund dessen wurde der Orgelbauer Johannes Pauly (Pouly) vermutet, von dem zwei Kinder 1676 und 1678 in Uttum getauft wurden. Die Inschrift stammt jedoch aus einem Reparaturblech einer anderen Pfeife unbekannter Herkunft. Beim Orgelneubau wurde Pfeifenmaterial entweder aus der Vorgängerorgel oder aus einer aufgegebenen Orgel einer Klosterkirche verwendet. Eine alte Überlieferung bringt die Anfänge der Uttumer Orgel mit dem Kloster Sielmönken in Verbindung, das nach der Reformation aufgegeben wurde. In ihrer Werkliste führen die Brüder Cornelius und Michael Slegel an, dass sie 1549 zwei Orgeln in Dörfern bei Emden gebaut haben, was auf Uttum zutreffen könnte. Für das Jahr 1584 ist ein Nicolaus als „Ludimagister“ (Schulmeister) und Organist in Uttum nachgewiesen, was die Existenz einer Orgel nahelegt.
Bei ihrer Erbauung im 17. Jahrhundert war das Orgelgehäuse holzsichtig und nur mit einer Lasur behandelt. Der obere Gehäusekranz besteht nur aus einem vorgeblendeten Profil. 1716 wurden die Flügeltüren angefertigt oder zumindest farblich neu gefasst, da ein nachträgliches Anbringen eine Veränderung des tragenden Gehäuses voraussetzen würde. Die Rückseite der rechten Flügeltür ist mit dieser Jahreszahl in einem Ornamentmedaillon bezeichnet. Wahrscheinlich stammen auch die Schleierbretter sowie die geschnitzten, hängenden Girlanden am Spieltisch aus dieser Zeit. In diesem Zuge erhielt das Gehäuse seine erste farbliche Fassung in Rot-Blau. In der Folgezeit sind verschiedene Reparaturen belegt, ohne dass jedoch ein Umbau erfolgte: Johann Friedrich Constabel (1748), Dirk Lohman (1769–1770), Hinrich Renken de Vries (1785–1786), Gerhard Janssen Schmid (1795–1796, 1804–1805), Johann Christian Grüneberg (1811), Johann Diepenbrock (1881).
1804 wurde die Orgel, die ursprünglich auf der Westempore stand, durch Gerhard Janssen Schmid repariert („conservirt“), als das steinerne Gewölbe abgebrochen wurde; die Annahme einer Auslagerung ist unnötig. Nachdem 1827 bis 1829 eine neue Decke eingezogen worden war, beschloss die Gemeinde die Umsetzung der Orgel, da der teils schlechte Zustand der Pfeifen auf die Erschütterungen durch das Geläut zurückgeführt wurde. 1829 baute sie Johann Gottfried Rohlfs auf der Ostempore in einer Aussparung etwas abgesenkt wieder auf. Die Balganlage wurde in einem Balghaus im ehemaligen Chor hinter der Empore untergebracht. Schließlich erhielt die Orgel eine weiße Fassung mit Vergoldungen.
1917 wurden die sechs größten Prospektpfeifen irrtümlich zu Kriegszwecken abgegeben, obwohl sie nicht aus Zinn, sondern aus Blei bestanden. Max Maucher aus Emden ersetzte sie zum Jahreswechsel 1925/26 durch Zinkpfeifen. 1924 erhielten die Flügeltüren als inzwischen dritte Fassung eine Illusionsmalerei mit aufgemalten Pfeifen, die die Orgel größer erscheinen ließ. 1937 wurde im Zuge einer Überholung des Instruments die Spieltraktur umgehängt, um die Tonhöhe um einen Halbton abzusenken. Nach dem Zweiten Weltkrieg verkaufte Pastor Gerrit Kemper die ausgebaute und teils beschädigte Sesquialtera als Altmetall zugunsten des Posaunenchors.
Von 1956 bis 1957 wurde die Orgel durch Ahrend & Brunzema (Leer-Loga) restauriert, soweit es der damalige Finanzrahmen zuließ. Von den Pfeifen wurden die verlorene Sesquialtera, der vierte Chor der Mixtur und die sechs tiefsten Prospektpfeifen rekonstruiert, ebenso die Zimbelsterne und die beiden brüchigen Bohlenladen des Kanzellenkorpus. Die alten eichenen Bohlenladen wurden zwar auf der Empore eingelagert, gingen aber Jahre später verloren. Die nicht mehr originale Klaviatur ersetzte Franz Lengemann aus Fischerhude. Wegen des schlechten Zustands der Trompeten-Stiefel aus Blei fertigten Ahrend & Brunzema Holzblöcke an. Die Illusionsmalereien von 1924 auf den Flügeltüren wich einer hellblauen Fassung. Zwei der drei Keilbälge wurden stillgelegt und ein Keilbalg als Magazinbalg genutzt. Die alte mitteltönige Stimmung ließ sich zweifelsfrei nachweisen und wurde wieder gelegt. Hermann Oetken stellte 1970–1971 den rot-blauen Zustand des Gehäuses von 1716 weitgehend wieder her.
Im Januar 2020 wurde eine Restaurierungsmaßnahme in die Wege geleitet, die im Januar 2021 abgeschlossen wurde. Die Orgel wurde gegenüber dem Standort von 1829 um etwa 20 cm erhöht aufgestellt, was der Sichtbarkeit zugutekommt. Die Firma Ahrend stabilisierte und restaurierte das Gehäuse umfassend, da es neben Eiche auch Splintholz aufwies, das anfällig für Holzwurm ist. Die Flügeltüren, die bis dahin durch Stahlseile gesichert waren, sind seit der Restaurierung wieder instand gesetzt und verschließbar. Die Kartusche mit der Jahreszahl 1716 ist freigelegt. Die Windanlage wurde saniert und die drei Keilbälge wurden wieder aktiviert, neu beledert und abgedichtet. Seit der Restaurierung kann die Windversorgung wieder durch Kalkanten erfolgen. Die 1957 sechs rekonstruierten Prospektpfeifen (C, D, E, F, G vom Praestant 8′ und das E der Quintadena 16′) sowie drei Innenpfeifen der Quintadena (C, D, F) waren so stark eingesunken und korridiert, dass sie in historischer Machart neu gefertigt wurden. Zwei Prospektpfeifen mit leerer Kanzelle wurden wieder als Totentrommel eingerichtet. Einige zu kurze Innenpfeifen wurden angelängt. Dietrich Wellmer nahm an der Fassung, die sich weitgehend am Zustand von 1716 orientierte, kleinere Farbkorrekturen vor und ergänzte schadhafte oder bei der Restaurierung ergänzte Stellen. Die Traktur wurde neu eingestellt und die Klaviatur gereinigt und mit neuen Polstern versehen. Die Prospektpfeifen wurden poliert und erhielten eine neue Zinnfolie. Schließlich wurden alle Pfeifen gereinigt und nachintoniert sowie die Trompet 8′ behutsam nachrestauriert. Die Arbeiten wurden erneut durch die Firma Ahrend (Inh. Hendrik Ahrend) ausgeführt. Die Arbeiten am Pfeifenwerk wurden von Winfried Dahlke dokumentiert und sollen veröffentlicht werden.

## Besonderheiten

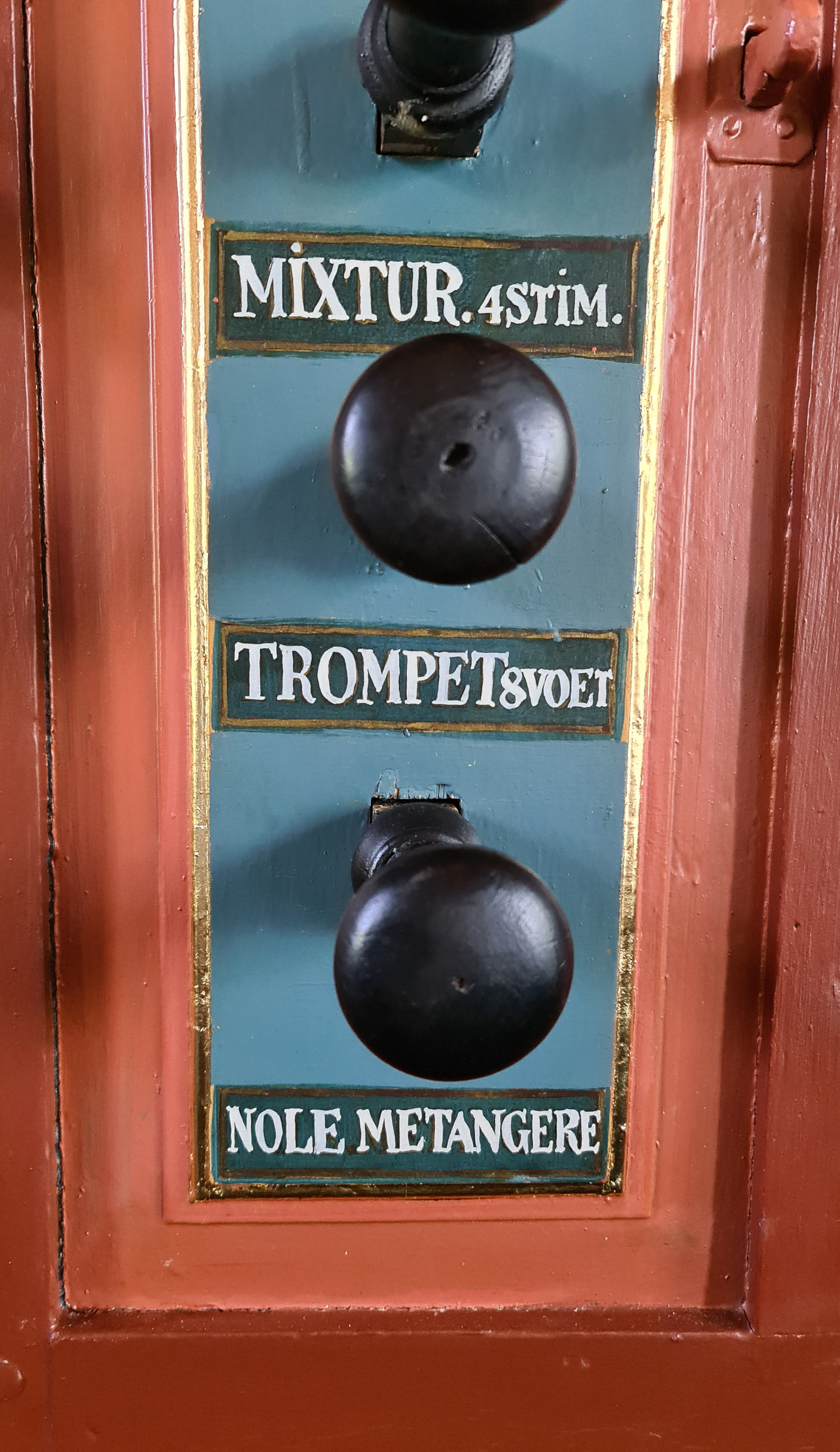
Große Manubrien mit Noli me tangere

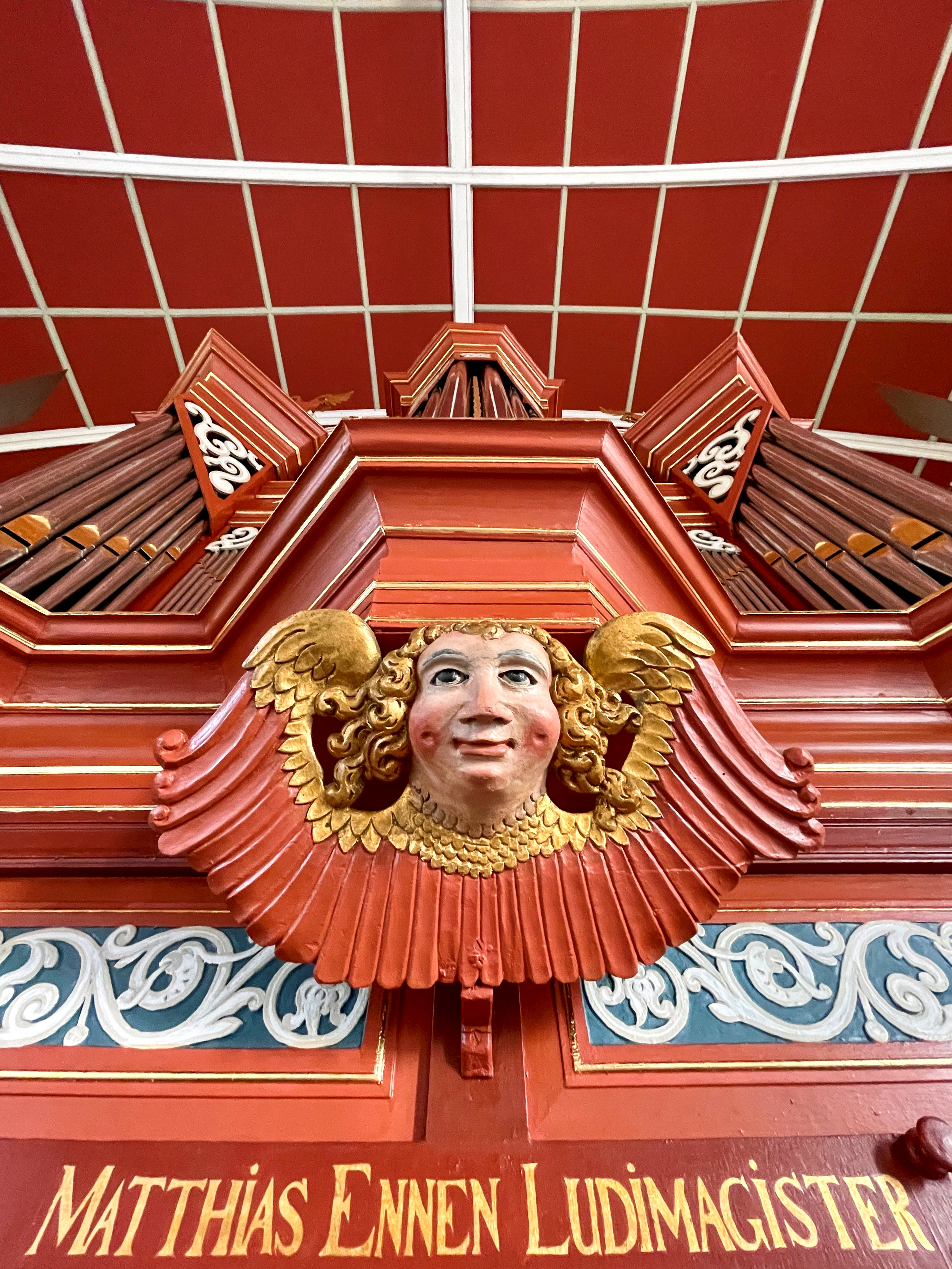
Engelskopf über dem Spieltisch

Das Gehäuse und die drei Keilbälge sind noch original. Abgesehen von den 1957 nachgebauten Bohlenladen sind die ursprünglichen Windstöcke, Schleifen, Ventile und Windkästen noch bauzeitlich. Der große Teil des wertvollen Pfeifenwerks ist samt der alten Intonation erhalten.
Der Aufbau des Gehäuses mit dem trapezförmigen Mittelturm und den beiden nebeneinander stehenden Basspfeifen in der Mitte ist typisch für den Groninger Orgelstil des 17. Jahrhunderts. In optischer Hinsicht fallen die vergoldeten Labien und die fünf Flammenornamente ins Auge, die die Zwischenräume zwischen den Prospektpfeifen im Bassturm ausfüllen. Über dem Spieltisch ist ein Engelskopf angebracht. Darunter ist als goldene Inschrift „Matthias Ennen Ludimagister“ zu lesen; dieser wirkte in Personalunion als Organist und Lehrer in Uttum und verstarb 1830 nach sechs Jahrzehnten Dienstzeit im Alter von 86 Jahren. Ungewöhnlich ist auch das Schleierwerk in Form sich windender Schlangen über den Prospektpfeifen und auf dem Gehäuse. Der Hahn auf dem Mittelturm der Orgel weist möglicherweise von einer Stiftung durch die Familie Hane hin, deren Wappentier auch auf den Totentafeln an der Ostempore zu sehen ist und die neben Uttum auch in Marienhafe und in Leer (Haneburg) Besitzungen hatte. In die Amtszeit von Jobst Maurits Hane (1613–1672) fällt der Guss der Bauland-Glocke (1659) und die Anfertigung des Wetterhahns (1662). die beiden kleineren Spitztürme werden von doppelköpfigen Adlern bekrönt. Die Knöpfe an den Registerzügen sind ungewöhnlich groß. Am Sperrventil ist die Beschriftung „Noli me tangere“ („Rühr mich nicht an“) angebracht. Am Untergehäuse finden sich Relief-Schnitzereien, die denen der Orgel in Visquard ähneln.

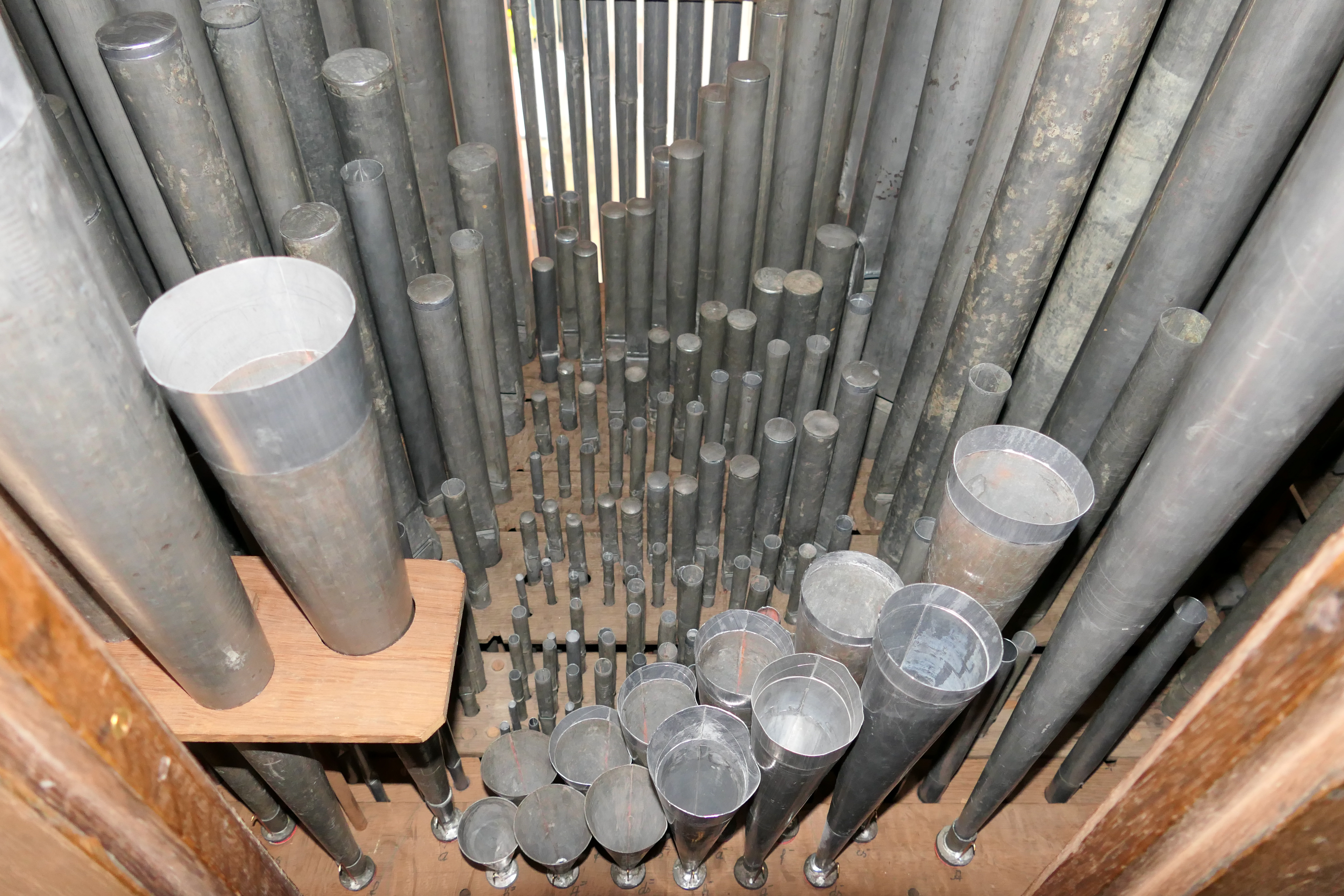
Blick ins Innenwerk, vorne die Trompete 8′

Die alten Pfeifen sind sehr bleihaltig und von einer ungewöhnlichen Klangintensität. Sie stammen zum großen Teil aus einem älteren Instrument. Prästant und Gedackt weisen noch die alte gotische Kielbogen-Labienform auf. Die gleichsam singenden Prinzipale sind weit mensuriert und von außerordentlich vokaler Qualität, was durch den flexiblen Wind der Keilbälge noch unterstützt wird. Die Oktave 2′ ist im Diskant so weit mensuriert, wodurch ein flötiger Klang entsteht, der nicht für das Prinzipal-Plenum geeignet ist. Die Mixtur weist eine tiefe Zusammensetzung und eine weite Mensur auf. Sie ist nicht so stark wie in den später für den Gemeindegesang konzipierten Orgeln und für Aufführung polyphoner Musik ideal geeignet. Hingegen fungiert die hoch liegende Sesquialtera als Terzmixtur und kann sinnvoll in einem Zungenplenum eingesetzt werden. Auch beide Quintadenen und das Gedackt bestehen aus schwerem Blei. Ihr Klang zeichnet sich durch große Farbigkeit und Transparenz aus. Eine Besonderheit stellt schließlich die alte Trompete mit den Bleiköpfen und offenen Kehlen dar, die ungewöhnlich farbig, obertonreich und voll wie ein ganzes Bläserkonsort klingt. Sie gilt neben dem der Orgel in Westerhusen als eines der ältesten erhaltenen Trompetenregister weltweit.
Die Kwassui University in Nagasaki ließ die Uttumer Orgel 2015/2016 durch den japanischen Orgelbauer Kambe originalgetreu nachbauen.

## Disposition seit 17. Jahrhundert
| Manual CDEFGA–c3 |              | |
| Praestant        | 08′          | schwere Bleipfeifen; fünf tiefste Pfeifen rekonstruiert                                                      |
| Quintadeen       | 16′          | zugelötete Bleipfeifen mit langen Seitenbärten, Aufschnitte wurden deutlich vor 1956 erniedrigt              |
| Gedact           | 08′          | zugelötete, gehämmerte Bleipfeifen mit Spitzlabien                                                           |
| Quintadeen       | 08′          | alt; Bleipfeifen (wie Quintadeen 16′)                                                                        |
| Octaaf           | 04′          | alt |
| Octaaf           | 02′          | alt; gehämmerte Bleipfeifen (wie Gedact 8′); im Diskant weitmensuriert                                       |
| Sesquialtera II  | 1 ⁄3′ + 4⁄5′ | rekonstruiert                                                                                                |
| Mixtur III–IV    | 1 ⁄3′        | alt (wie Octaaf 4′); vierter Chor rekonstruiert                                                              |
| Trompet          | 08′          | alt; offene Schnabelkehlen aus Kupfer (in der tiefsten Oktave neu); Köpfe und stark konische Becher aus Blei |

- Spielhilfe: Sperrventil
- Tremulant (alt, als Klappe am Kanal)
- Cimbelstern (neu)
- Trommel (rekonstruiert)
- Calcantenglocke

## Technische Daten
- 9 Register, 1 Manual, kein Pedal
- Traktur:
  - Tontraktur: Mechanisch
  - Registertraktur: Mechanisch
- Windversorgung:
  - 78 mmWS Winddruck
  - 3 Keilbälge
- Stimmtonhöhe:
  - a1 = Höhe 476,4 Hz bei 9 °C
- Temperatur:
  - Mitteltönige Temperatur mit leichter Modifizierung (Cis-Gis und Es-B als reine Quinten, wodurch die Wolfsquinte etwas abgemildert wird). Die Werte im Einzelnen:

| Terzen bzw. Quinten über         | c          | g          | d          | a          | e          | h          | fis        | cis/des  | gis/as       | es/dis     | b          | f          |
| Quinte (Cent) Bruchteil synt. K. | 696,6 -1⁄4 | 696,6 -1⁄4 | 696,6 -1⁄4 | 696,6 -1⁄4 | 696,6 -1⁄4 | 696,6 -1⁄4 | 696,6 -1⁄4 | 702 rein | 726,9 "Wolf" | 702,0 rein | 696,6 -1⁄4 | 696,6 -1⁄4 |
| Große Terz (Cent)                | 386,3      | 386,3      | 386,3      | 386,3      | 391,7      | 422,0      | 427,4      | 427,4    | 422,0        | 391,7      | 386,3      | 386,3      |
| Kleine Terz (Cent)               | 304,9      | 310,3      | 310,3      | 310,3      | 310,3      | 310,3      | 310,3      | 310,3    | 304,9        | 274,6      | 269,2      | 274,6      |

## Aufnahmen/Tonträger
- Lieblingsstücke Folge 9: Osteel und Uttum. 2021, NOMINE e. V., EAN 4260375647095 (Thiemo Janssen in Uttum, Werke von J. P. Sweelinck, S. Scheidt, H. Scheidemann, S. van Soldt; Agnes Luchterhandt in Osteel, Werke von D. Buxtehude, W. Byrd, J. M. Bach, J. S. Bach, M. Schütz)
- Jan Pieterszoon Sweelinck: The Complete Keyboard Works. Nun freut euch, lieben Christen mein, Toccata d3, Fantasia F2, Fantasia g2. 2015, Glossa GCD 922420 (Bernard Winsemius und Harald Vogel).
- Orgellandschaften. Folge 4: Eine musikalische Reise zu acht Orgeln der Region Ostfriesland (Teil 1). 2013, NOMINE e. V., LC 18240 (Thiemo Janssen in Rysum, Osteel, Westerhusen, Marienhafe, Dornum und Agnes Luchterhandt in Uttum, Pilsum, Norden).
- Windgesang. Orgeln, Wind und Verwandte: Weh, windgen, weh… Krumhörner Orgelklänge. 2012, Verlag der Ostfriesischen Landschaft (Winfried Dahlke in Rysum, Uttum, Westerhusen und Pilsum mit Werken von Ghizeghem, Lassus, Palestrina, Böddecker u. a.)
- Orgeln in Ostfriesland. Vol. 2. 1997, Organeum, OC-09602, CD (Harald Vogel in Rysum, Uttum, Norden, Marienhafe).
- Thomas Tomkins: Keyboard Music. Vol. 4. 1997, Musikproduktion Dabringhaus & Grimm, 607 0706-2, CD (Bernhard Klapprott in Uttum)
- Orgelland Ostfriesland. 1989, Deutsche Harmonia Mundi, HM 939-2, CD (Harald Vogel in Norden, Uttum, Rysum, Westerhusen, Marienhafe, Weener: Werke von D. Buxtehude, C. Goudimel, Anonymus, J. P. Sweelinck, S. Scheidt, C. Paumann, A. Schlick, A. Ileborgh, P. Hofhaimer, H. Isaac, H. L. Hassler, G. Böhm, J.S . Bach).